# Oksana Dorodnova
Oksana Anatoljevna Dorodnova (ryska: Оксана Анатольевна Дороднова), född den 14 april 1974 i Moskva i Ryska SFSR, är en rysk före detta roddare.
Hon tog OS-brons i scullerfyra i samband med de olympiska roddtävlingarna 2000 i Sydney.